# Мелвін (Айова)
Мелвін (англ. Melvin) — місто (англ. city) в США, в окрузі Оссеола штату Айова. Населення — 199 осіб (2020).

## Географія
Мелвін розташований за координатами 43°17′11″ пн. ш. 95°36′31″ зх. д. / 43.28639° пн. ш. 95.60861° зх. д. (43.286474, -95.608646).  За даними Бюро перепису населення США в 2010 році місто мало площу 0,46 км², уся площа — суходіл.

## Демографія
Згідно з переписом 2010 року, у місті мешкало 214 осіб у 109 домогосподарствах у складі 63 родин. Густота населення становила 466 осіб/км².  Було 130 помешкань (283/км²).
Расовий склад населення:
| - 97,7 % — білих - 1,4 % — осіб інших рас |

До двох чи більше рас належало 0,9 %. Частка іспаномовних становила 1,4 % від усіх жителів.
За віковим діапазоном населення розподілялося таким чином: 14,5 % — особи молодші 18 років, 64,9 % — особи у віці 18—64 років, 20,6 % — особи у віці 65 років та старші. Медіана віку мешканця становила 51,1 року. На 100 осіб жіночої статі у місті припадало 94,5 чоловіків;  на 100 жінок у віці від 18 років та старших — 92,6 чоловіків також старших 18 років.
Середній дохід на одне домашнє господарство  становив 57 924 долари США (медіана — 46 250), а середній дохід на одну сім'ю — 70 139 доларів (медіана — 55 625). За межею бідності перебувало 4,2 % осіб, у тому числі 3,3 % дітей у віці до 18 років та 4,4 % осіб у віці 65 років та старших.
Цивільне працевлаштоване населення становило 119 осіб. Основні галузі зайнятості: виробництво — 16,0 %, роздрібна торгівля — 14,3 %, будівництво — 11,8 %, сільське господарство, лісництво, риболовля — 10,9 %.